# Johannes Pietsch
Johannes Pietsch (* 29. April 2001 in Wien), Künstlername JJ, ist ein österreichischer Sänger (Stimmlage Countertenor) mit philippinischen Wurzeln. Er gewann mit dem Lied Wasted Love für Österreich den Eurovision Song Contest 2025 in Basel.

## Leben
Pietsch wurde in Wien als Sohn eines österreichischen IT-Fachmanns und einer philippinischen Köchin geboren. Er wuchs in Dubai auf, wo er die Deutsche Internationale Schule Dubai besuchte. Neben Deutsch spricht er Englisch, Französisch und Tagalog.
Nachdem die Familie 2016 nach Österreich zurückgekehrt war, besuchte Pietsch das Wiener Gymnasium Wenzgasse, wo er 2020 maturierte. Danach besuchte er die Opernschule der Wiener Staatsoper. 2023 begann er ein Studium an der Musik und Kunst Privatuniversität der Stadt Wien (MUK), wo er im Bachelorstudiengang Sologesang bei Linda Watson studiert.
Pietsch bezeichnet sich als queer, er lebt in Wien.

## Karriere als Sänger

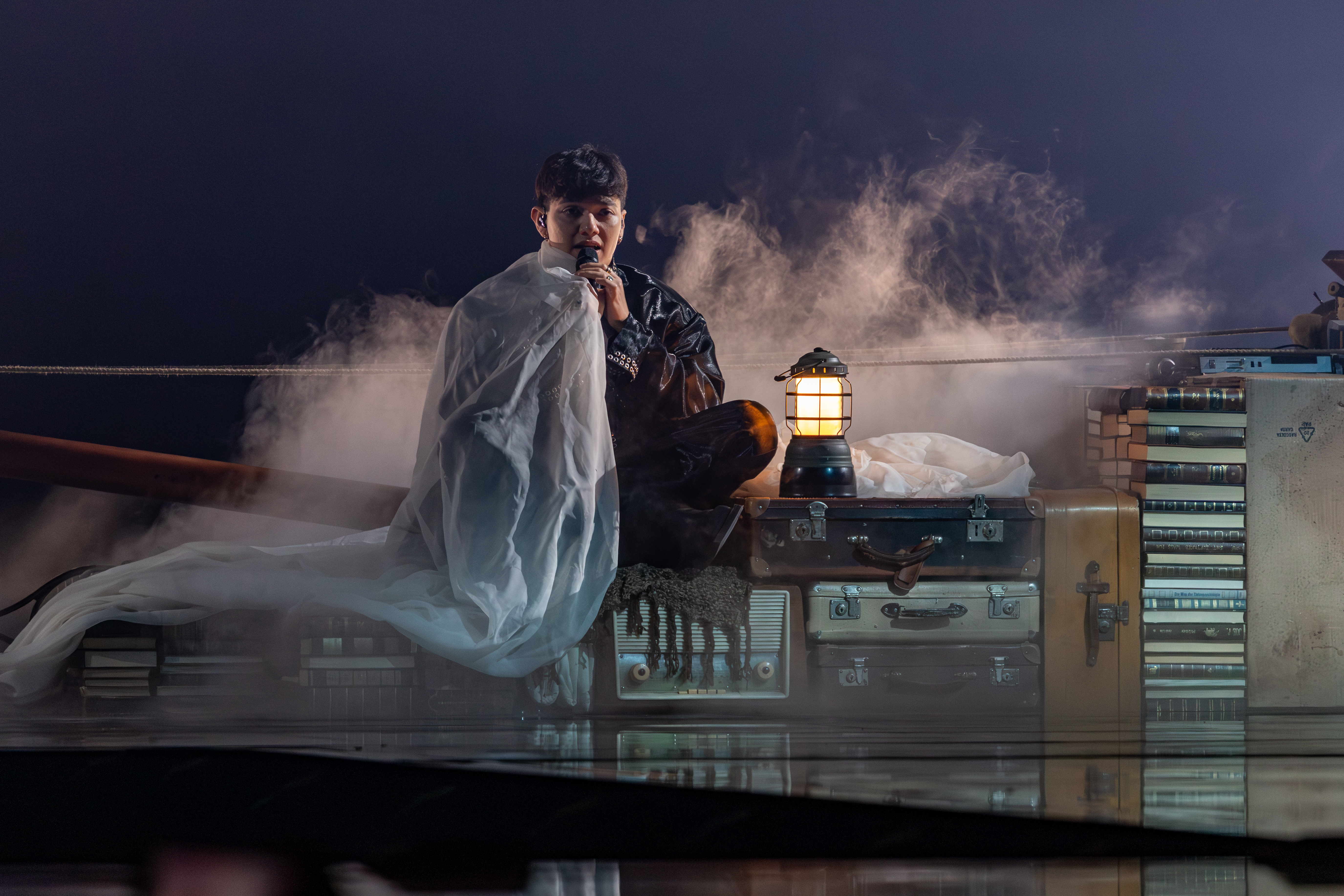
JJ beim Eurovision Song Contest 2025

2020 nahm er an der Gesangs-Castingshow The Voice UK teil, nachdem er die Teilnahmefrist für The Voice of Germany versäumt hatte. Dort wurde er in den „Blind Auditions“ – dem ersten Vorsingen – von dem Jurymitglied Will.i.am ausgewählt und schaffte es bis in die „Knock-outs“ (die dritte Phase des Wettbewerbs). Im folgenden Jahr nahm er an der Castingshow Starmania teil, in der er es bis in die erste Finalshow (Folge 7 von 10) schaffte.

### Eurovision Song Contest 2025
Am 30. Jänner 2025 kündigte der Österreichische Rundfunk an, dass Pietsch unter dem Künstlernamen „JJ“ Österreich beim Eurovision Song Contest in Basel vertreten werde. Das Lied Wasted Love, das Teodora Špirić mitkomponiert hatte, wurde am 6. März 2025 veröffentlicht. Er gewann damit den Song Contest. JJ gewann die Jurywertung und erreichte bei der Publikumswertung Platz vier. Es war der dritte Sieg Österreichs in der Song-Contest-Geschichte.

#### SiegertitelWasted Love
Nachdem JJ am 17. Mai 2025 mit dem Siegertitel Wasted Love den Eurovision Song Contest 2025 in Basel gewann, erreichte der Song in der nachfolgende Woche Platz 1 der österreichischen Charts. Zudem ist Wasted Love der erste Song eines österreichischen Künstlers, der innerhalb einer Woche mehr als eine Million Streams verzeichnete. JJ erhielt hierfür den „Nummer 1 Award“ der GfK.

#### Kritik an der Teilnahme Israels
Wenige Tage nach seinem Erfolg sagte er in Interviews mit spanischen Medien, es sei „sehr enttäuschend“, dass Israel noch am Wettbewerb teilnehme. Er wünsche sich einen Ausschluss Israels beim Eurovision Song Contest 2026 in Österreich. Dabei verglich er die Offensive Israels in Gaza mit dem Überfall Russlands auf die Ukraine, beide seien „Aggressoren“ und hätten die Konflikte „provoziert“. Die Aussagen erfuhren in Österreich eine breite mediale Berichterstattung und sorgten für Kritik, etwa von Mitgliedern der Bundesregierung, Bundespräsident Alexander Van der Bellen, Fachleuten und jüdischen Vertretungen, etwa von dem Präsidenten der Israelitischen Kultusgemeinde Wien Oskar Deutsch. Pietsch erklärte, es tue ihm leid, falls er missverstanden worden sei. Zum Thema wolle er sich nicht mehr äußern.

### Auftritte nach dem Eurovision Song Contest 2025
Nach dem Gewinn des Eurovision Song Contest 2025 in Basel startete JJ eine Promo-Tour in verschiedenen europäischen Ländern, er besuchte unter anderem Frankreich, Holland und Finnland. Im Juni trat er zudem mehrmals in Österreich auf, unter anderem am 7. Juni an der Starnacht am Neusiedler See 2025 und an der Vienna Pride am 14. Juni. Eine Nachfolgesingle zum ESC-Siegertitel Wasted Love sowie ein Album sind in Planung.

## Diskografie

### Singles
- 2025: Wasted Love

## Auszeichnungen
- 2025: Goldener Rathausmann[22]